# 和歌山県道192号玄子和佐線
和歌山県道192号玄子和佐線（わかやまけんどう192ごう げんごわさせん）は、和歌山県日高郡日高川町を通る一般県道である。

## 概要
日高郡日高川町大字玄子から日高郡日高川町大字和佐に至る。全線で1.5 - 2車線の道路である。
日高郡日高川町大字和佐の区間は走行しやすく、県中部の主要幹線道路として機能している。その後の生蓮寺バス停前の交差点で左折するのが正しいルートである。
だが日高川沿いの、普通車一台通るのがギリギリの狭隘道路となっている和歌山県道193号船津和佐線に誤進入しやすくなっている。そのため、交差点手前には案内版には行き先を記載しない、この先狭隘路につき大型車走行不可などの警告看板が置かれている。また、万が一誤進入してしまったときのために川辺大橋を通り、和歌山県道26号御坊美山線に脱出できる設計となっている。

### 路線データ
- 起点：和歌山県日高郡日高川町大字玄子（日高川町玄子交差点、和歌山県道26号御坊美山線交点、和歌山県道190号玄子小松原線起点）
- 終点：和歌山県日高郡日高川町大字和佐（和歌山県道25号御坊中津線交点、和歌山県道27号日高印南線）
- 実延長：4.745 km

## 路線状況

### 重複区間
- 和歌山県道191号江川小松原線（日高郡日高川町大字入野 - 日高郡日高川町大字和佐）

### 道路施設

#### 橋梁
- 入野橋（日高川、日高郡日高川町、和歌山県道191号江川小松原線重複区間内）

## 地理

### 通過する自治体
- 和歌山県
  - 日高郡日高川町

### 交差する道路
| 交差する道路                                           | 交差する場所 | 交差する場所              |
| ------------------------------------------------------ | ------------ | ------------------------- |
| 和歌山県道26号御坊美山線 和歌山県道190号玄子小松原線   | 大字玄子     | 日高川町玄子交差点 / 起点 |
| 和歌山県道191号江川小松原線 重複区間起点               | 大字入野     |                           |
| 和歌山県道191号江川小松原線 重複区間終点               | 大字和佐     |                           |
| 和歌山県道25号御坊中津線 和歌山県道27号日高印南線 重複 | 大字和佐     | 終点                      |

### 交差する鉄道
- 紀勢本線

### 沿線
- 日高川
- 日高川町立川辺東小学校
- JR西日本紀勢本線 和佐駅